# I Don’t Know How But They Found Me
I Don’t Know How But They Found Me — американский сольный инди-поп проект Даллона Уикса (вокал, бас-гитара). Изначально проект был дуэтом  вокалиста, бас-гитариста и автором песен Даллона Уикса (бывший участник американской рок-группы Panic! At the Disco) и барабанщика Райана Симана (бывший участник американской рок-группы Falling in Reverse). Дуэт был образован в 2016 году. Несмотря на то, что дуэт официально начал свою деятельность в 2017 году, идея проекта возникла еще в 2009 году, о чем Уикс заявил в интервью.
18 августа 2017 года группа выпустила свой первый сингл «Modern Day Cain», который занял 8 место в чарте Top 10 Alternative Music в iTunes в день релиза.
26 октября 2017 года был выпущен второй сингл «Choke», достигший 7 места в Top 10 Alternative Music в iTunes. В феврале 2018 года, через три месяца после релиза, песня набрала 1 миллион прослушиваний на Spotify, а официальное видео с текстом песни — 2,5 миллиона просмотров на YouTube.
В качестве основного влияния на музыкальный стиль группы музыканты назвали Дэвида Боуи, а название группы является отсылкой к культовому фильму 1985 года «Назад в будущее».

## История
Уикс и Симан познакомились, когда Симан присоединился к группе The Brobecks, в которой Уикс являлся фронтменом, в качестве барабанщика в 2008 году. Симан также принимал участие в сольных записях Уикса, таких как Sickly Sweet Holidays и Please Don’t Jump (It’s Christmas).
Уикс писал материал для сольного проекта, гастролируя с группой Panic! At the Disco в течение нескольких лет. По его словам, у него не было времени вплотную заняться записью своих песен, однако с помощью друзей, он получил возможность записать материал на студии в свободное время. Он попросил Симана помочь с записью барабанных партий, и впоследствии тот присоединился к проекту.
Первые выступления группы проходили без анонсирования. Их дебютное выступление состоялось 6 декабря 2016 года на двухлетней годовщине Emo Nite Los Angeles. Несколько различных источников написали о новом проекте Уикса и Симана и подтвердили название группы, однако сами ее участники всячески отрицали свою причастность к проекту. Позже Уикс объяснил, что они не хотели пользоваться популярностью групп, участниками которых они являлись на тот момент или ранее до этого.
В начале июля 2017 у группы появился официальный аккаунт в Instagram, где они выкладывали загадочные видео, дразня своих фанатов.
Группа самостоятельно выпустила свой первый сингл «Modern Day Cain» на iTunes и Spotify и видео на эту песню 18 августа 2017 года. Сингл достиг 8 места в Top 10 Alternative Music в iTunes в день релиза.
Второй сингл «Choke» был также самостоятельно выпущен 26 октября 2017 года и достиг 7 места в Top 10 в чарте альтернативной музыки на iTunes. Также было выпущено официальное видео с текстом песни.
Группа сыграла несколько концертов в Северной Америке, они открывали выступления таких групп как The Aquabats и Dashboard Confessional.
В марте 2018 года группа выпустила видео на песню «Nobody Likes The Opening Band» и разместила на своем сайте ссылку для бесплатного скачивания этой песни.
25 марта было объявлено, что группа выступит на фестивале Reading & Leeds.
24 августа 2018 года группа выпустила новый сингл «Do It All The Time». Так же в этот день стало известно о заключении контракта с Fearless Records.
9 ноября 2018 года группа выпустила свой дебютный мини-альбом 1981 Extended Play. В альбом вошли уже известные синглы Choke, Bleed Magic и Do It All The Time.
15 ноября 2019 года группа без анонсов выпустила новогодний мини-альбом Christmas Drag. В альбом вошли две новые песни и новая версия песни «Christmas Drag» Даллона Уикса.
5 августа 2020 года группа выпустила сингл «Leave Me Alone». 23 октября 2020 года вышел дебютный для дуэта альбом под названием RAZZMATAZZ.
С 5 марта 2023 года в сети появилась информация о том, что барабанщик группы Райан Симан украл со счета Даллона Уикса 26 тысяч долларов, за что был уволен из группы. Об этом, в комментариях Facebook говорила теща Даллона-Диана. 
Правда в том, что Райана уволили за воровство. Он тайно зарегистрировался как владелец авторских отчислений Даллона за написание песен (на сумму 26 тысяч долларов) и использовал кредитную карту Даллона обманным путем
Информация подтвердилась 17 сентября, когда Даллон Уикс упомянул это в Instagram группы.

## Музыкальный стиль и влияния
На официальном сайте группа описывает себя как «…проект вне времени, канувший в забвение после отчаянных попыток обрести популярность в конце 70х и начале 80х». В музыкальном стиле группы, как и в самом образе участников, отчетливо прослеживается влияние стиля 80х, и в целом он может быть охарактеризован как синти-поп. В качестве повлиявших на звучание группы артистов Уикс назвал Марка Болана, Дэвида Боуи, Элвиса Костелло, Oingo Boingo, The Ink Spots и Джо Джексона.

## Дискография
| Название                        | Год  | Лейбл                 |
| ------------------------------- | ---- | --------------------- |
| "Modern Day Cain"               | 2017 | None You Jerk Records |
| "Choke"                         | 2017 | None You Jerk Records |
| "Nobody likes the opening band" | 2018 | None You Jerk Records |
| "Do it all the time"            | 2018 | Fearless Records      |
| ”Bleed Magic”                   | 2018 | Fearless Records      |
| "Absinthe"                      | 2018 | Fearless Records      |
| "Social Climb"                  | 2018 | Fearless Records      |
| "Introduction"                  | 2018 | Fearless Records      |
| "Debra"                         | 2021 | Fearless Records      |
| "Mx. Sinister"                  | 2021 | Fearless Records      |
| "What Love?"                    | 2023 | Concord Records       |
| "GLOOMTOWN BRATS"               | 2023 | Concord Records       |
| "Downside"                      | 2024 | Concord Records       |

| Название             | Год  | Лейбл            |
| -------------------- | ---- | ---------------- |
| "1981 Extended Play" | 2018 | Fearless Records |
| "Christmas Drag"     | 2019 | Fearless Records |
| "Razzmatazz B-Sides" | 2021 | Fearless Records |

| Название         | Дата       | Лейбл            |
| ---------------- | ---------- | ---------------- |
| "RAZZMATAZZ"     | 23.10.2020 | Fearless Records |
| "Gloom Division" | 23.02.2024 | Concord Records  |